# Anaxyrus exsul
Anaxyrus exsul é uma espécie de anfíbio anuro da família Bufonidae. É considerada vulnerável pela Lista Vermelha da UICN. Está presente em Estados Unidos.